# Roche (Svizzera)
Roche (toponimo francese) è un comune svizzero di 1 625 abitanti del Canton Vaud, nel distretto di Aigle.

## Storia

### Simboli
Lo stemma è stato adottato ufficialmente nel 1923. Si basa su un sigillo del XVIII secolo che rappresentava una montagna coperta di pini e con alcuni camosci. Un albero di pino è raffigurato anche sulla campana della chiesa di Roche datata 1811.

## Monumenti e luoghi d'interesse
- Chiesa riformata, eretta nel 1838[3].

## Società

### Evoluzione demografica
L'evoluzione demografica è riportata nella seguente tabella:
Abitanti censiti

## Infrastrutture e trasporti

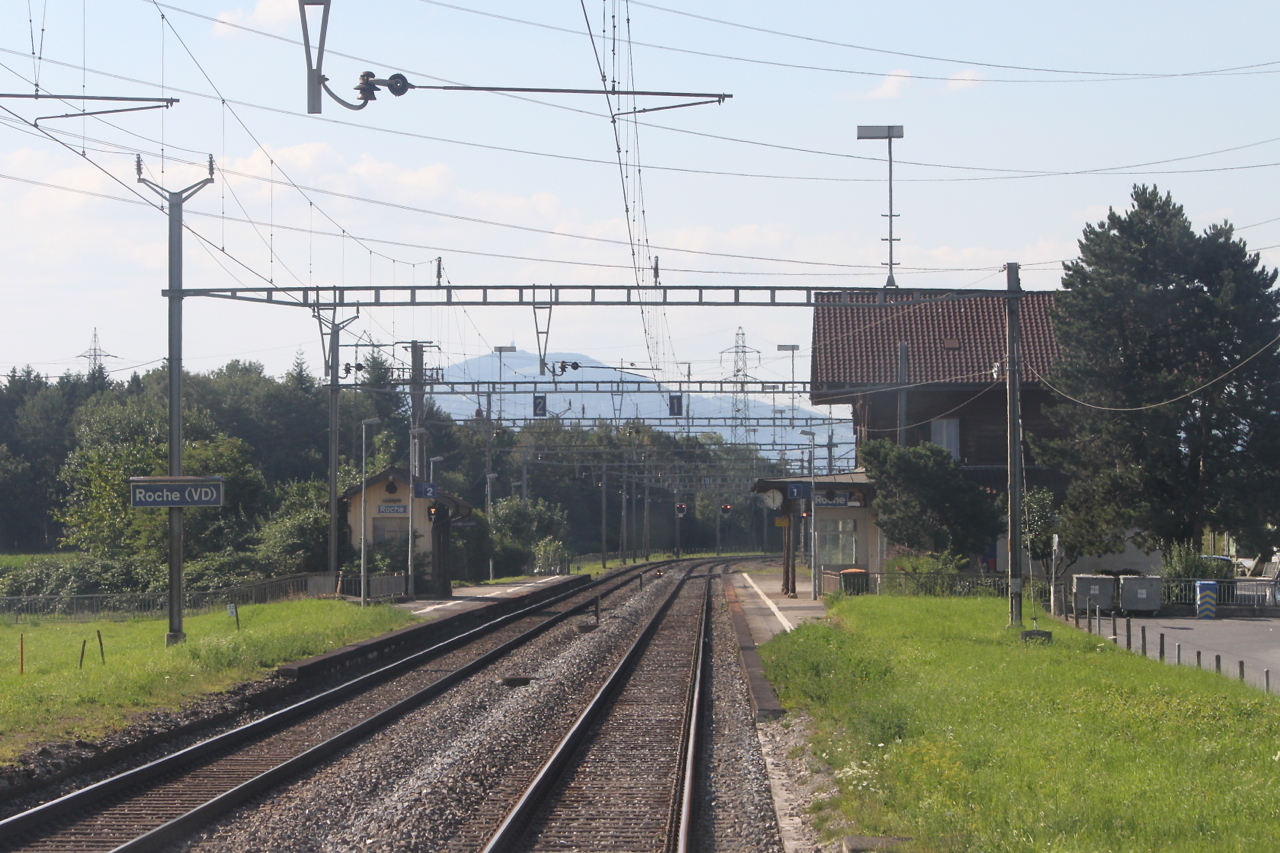
La stazione di Roche

Roche è servito dall'omonima stazione, sulla ferrovia Losanna-Briga.

## Amministrazione
Ogni famiglia originaria del luogo fa parte del cosiddetto comune patriziale e ha la responsabilità della manutenzione di ogni bene ricadente all'interno dei confini del comune.